# Shabbona
Shabbona es una villa ubicada en el condado de DeKalb en el estado estadounidense de Illinois. En el Censo de 2010 tenía una población de 925 habitantes y una densidad poblacional de 430,81 personas por km².

## Geografía
Shabbona se encuentra ubicada en las coordenadas 41°45′54″N 88°52′35″O / 41.76500, -88.87639. Según la Oficina del Censo de los Estados Unidos, Shabbona tiene una superficie total de 2.15 km², de la cual 2.14 km² corresponden a tierra firme y (0.12%) 0 km² es agua.

## Demografía
Según el censo de 2010, había 925 personas residiendo en Shabbona. La densidad de población era de 430,81 hab./km². De los 925 habitantes, Shabbona estaba compuesto por el 97.84% blancos, el 0.22% eran afroamericanos, el 0.65% eran amerindios, el 0.11% eran asiáticos, el 0% eran isleños del Pacífico, el 0.54% eran de otras razas y el 0.65% pertenecían a dos o más razas. Del total de la población el 1.62% eran hispanos o latinos de cualquier raza.